# Мартин Роттендорф
Мартин Роттендорф або Мартин Золотар (лат. Martinus Rottendorf або Rothendorff, Martinus Aurifaber)  (? — 1546?) — львівський міщанин, лавник (1521—1526), міський райця (1526—1546) та бурмистр (1535, 1546).

Засновник відомого роду львівських ювелірів Роттендорфіф, яким належала кам'яниця на пл. Ринок (кам'яниця Роттендорфівська).